# Трубчатые кости
Тру́бчатые ко́сти (дли́нные ко́сти) — кости цилиндрической или трёхгранной формы, длина которых преобладает над шириной. Трубчатые кости растут преимущественно за счёт удлинения тела (диафиза) и имеют на концах эпифизы, покрытые суставным гиалиновым хрящом. Между эпифизами и диафизом располагаются метафизы, в детском и подростковом возрасте содержащие хрящевые эпифизарные пластинки.
К длинным трубчатым костям относятся бедренная, большеберцовая и малоберцовая кости; плечевая, локтевая и  лучевая кость. К коротким трубчатым костям относят пястные и плюсневые кости, а также фаланги пальцев. Длинные кости нижних конечностей составляют приблизительно половину роста человека.

## Строение
Снаружи трубчатая кость покрыта соединительнотканным слоем — надкостницей. Костный эпифиз представлен преимущественно губчатым костным веществом, содержащим красный костный мозг, диафиз — компактным костным веществом. В центре диафиза проходит костномозговой канал, заполненный (у взрослых) жёлтым костным мозгом, содержащим жировые клетки.

## Рост трубчатых костей
Рост трубчатых костей осуществляется за счёт эндохондрального окостенения в области эпифизарных пластинок, регулируется гормоном роста — веществом, вырабатываемым передней долей гипофиза. 